# Omgekeerde vlag

De omgekeerde Nederlandse vlag

De omgekeerde vlag is een signaal waarmee wordt geïmpliceerd dat men zich in een noodsituatie bevindt. In de Nederlandse zeevaart werd met het omkeren van de vlag aangeduid dat een schip in nood verkeerde. Daarbuiten zijn enkele historische voorbeelden bekend van het omkeren van vlaggen wanneer men zich identificeerde met een andere nationaliteit. Dit gebeurde onder meer in de Verenigde Staten en de voormalige Sovjet-Unie. Uit protest werd de vlag van het land waarin men verbleef omgekeerd.

## Historisch gebruik
Het omkeren van de vlag werd vanaf de 16e eeuw in de scheepvaart gebruikt om aan te geven dat een schip in nood was. Op zee gold dit als een bekend noodsignaal. Het gaf een signaal aan andere schepen dat er hulp nodig was. Communicatie tussen schepen onderling uit dezelfde vloot was destijds nog bijna onmogelijk en vlaggensignalen waren dan ook gebruikelijk. Het op de kop hijsen van de Nederlandse vlag kon bijvoorbeeld betekenen dat er een man overboord was. Zo is in het schilderij Man overboord tijdens een eskaderreis naar de Middellandse Zee uit 1846 van Louis Meijer een omgekeerde vlag te zien.

## Hedendaags gebruik

### Canada

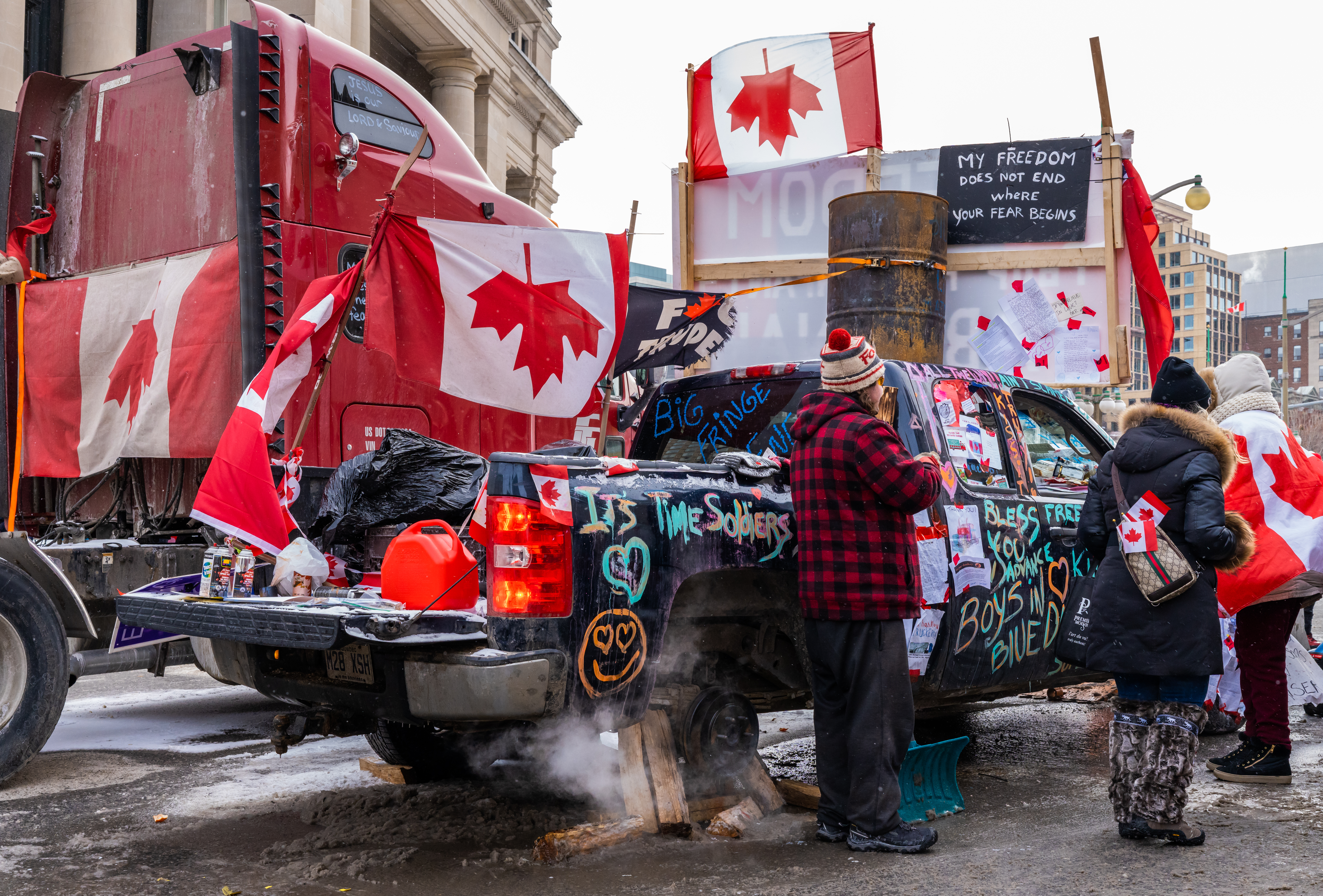
Omgekeerde Canadese vlaggen tijdens het truckersprotest

In Canada kwam de omgekeerde Canadese vlag terug bij het truckersprotest in 2022. Deze actie, de zogenoemde Freedom Convoy, mondde uiteindelijk uit in een protest tegen de regering van premier Trudeau en zijn aanpak van de coronacrisis.

### Filipijnen
In de Filipijnen is de omgekeerde vlag een officieel erkend noodsymbool, al wordt het daar enkel in oorlogstijd gebruikt. Normaal gesproken zit de blauwe kant van de Filipijnse vlag boven, maar door de vlag om te draaien, zodat het blauw aan de onderkant zit, wordt aangegeven dat het land officieel in oorlog is.

### Nederland

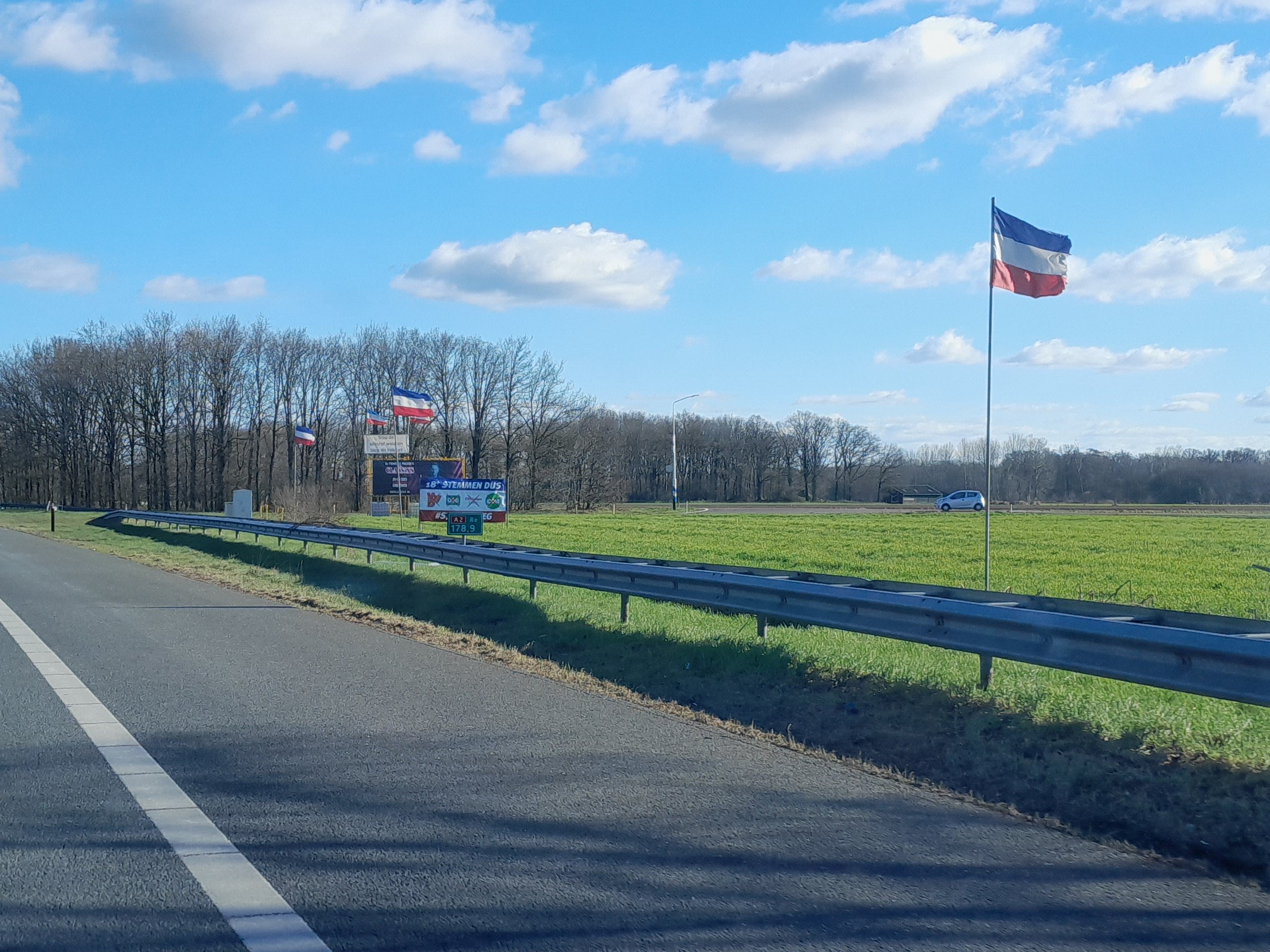
Omgekeerde Nederlandse vlaggen langs de snelweg, met in de verte borden met de teksten Stop de stikstofwaanzin en #StemZeWeg (waarbij deze laatste leus refereert naar de politieke partijen die kabinet-Rutte IV vormden)

In 2022 werd de omgekeerde Nederlandse vlag door protestbewegingen gebruikt als symbool tegen de overheid, met name bij de boerenprotesten en corona-demonstraties. Ook Forum voor Democratie bezigde een omgekeerde vlag in partijruimtes en bij partijbijeenkomsten. Reeds ten tijde van de protestbeweging van de gele hesjes waren er omgekeerde vlaggen te zien. Dit gebruik is waarschijnlijk gekopieerd van Amerikaanse protestbewegingen. Van oudsher zou het rood in de vlag het volk symboliseren, het wit de kerk en het blauw de adel of elite. Met het omdraaien van de vlag zou worden aangegeven dat de elite boven het volk zou staan en dus niet naar het volk zou luisteren. Wetenschappelijk is echter bewezen dat dit een foutieve interpretatie is. Het rood, wit, blauw van de vlag zou niet voor kerk, volk en vaderland staan, maar hoogstwaarschijnlijk refereren aan een al in de 16e eeuw bekende, en ook door de opstandelingen gebruikte, Hollandse vlag, waarbij het rood afkomstig is van de leeuw in het Hollandse wapen en het wit en blauw van het Beierse Huis, dat een aantal graven van Holland leverde.
Op het omkeren van de vlag als protestactie kwam ook kritiek van niet-wetenschappelijke zijde. Zo is volgens Marco Kroon, drager van de Militaire Willems-Orde, het gebruik van de omgekeerde vlag "een directe belediging voor de duizenden militairen, burgers, agenten, brandweermannen en alle anderen die in dienst van de Staat der Nederlanden het allerhoogste offer hebben gebracht". Ook het Nationaal Comité Veteranendag is niet te spreken over het gebruik van de omgekeerde Nederlandse vlaggen. Het comité stelt dat de blauw-wit-rode vlaggen voelen "als een belediging van allen die – soms het hoogste – offer brachten voor ons land".

### Verenigde Staten

De omgekeerde vlag van de Verenigde Staten

In de Verenigde Staten werd de omgekeerde vlag als symbool gebruikt bij Black Lives Matter-demonstraties en de bestorming van het Amerikaanse Capitool in 2021. Ook stond de vlag voor aanhangers van Donald Trump symbool voor de veronderstelde verkiezingsfraude na de Amerikaanse presidentsverkiezingen van 2020. Hoewel de omgekeerde vlag in 2022 opdook bij ultraconservatieven die tegen Joe Biden waren, kreeg dit niet veel navolging. Naar aanleiding van bezuinigingen op de overheid in 2025, vooral bij nationale parken in de Verenigde Staten, kwamen linkse activisten in verzet en werden er in diverse nationale parken omgekeerde Amerikaanse vlaggen opgehangen op rotsformaties.
Volgens Titel 4, Hoofdstuk 1, Sectie 8 van de United States Code "mag de [Amerikaanse] vlag nooit worden vertoond met de Union [het blauw vlak met de witte sterren] naar beneden, behalve als teken van grote nood in gevallen van extreem gevaar voor leven of eigendom".
In Hawaï gebruiken activisten die onafhankelijkheid nastreven de omgekeerde vlag van Hawaï.